# Lansford (Dakota Północna)
Lansford – miasto w Stanach Zjednoczonych, w stanie Dakota Północna, w hrabstwie Bottineau.